# Martignacco
Martignacco (im friaul-julischen Dialekt: Martignà) ist eine nordostitalienische Gemeinde (comune) mit 6861 Einwohnern (Stand 31. Dezember 2024) in der Region Friaul-Julisch Venetien. Die Gemeinde liegt etwa 8,5 Kilometer nordwestlich von Udine. Mehrere Kanäle (u. a. der Canale Ledra) durchziehen die Gemeinde.

## Verkehr
Die Gemeinde wird von der Strada Regionale 464 di Spilimbergo durchquert.

## Persönlichkeiten
- Séverin Vergili (1912–2000), französisch-italienischer Radrennfahrer